# Thedy Corrêa
Thedy Rodrigues Corrêa Filho (Porto Alegre, 26 de julho de 1963), mais conhecido como Thedy Corrêa, é um músico brasileiro, vocalista da banda de rock gaúcha Nenhum de Nós e escritor.

## Biografia
Thedy iniciou a carreira com o Nenhum de Nós em meados dos anos 1980, com um grande sucesso: a canção Camila, Camila, tida hoje como um clássico do rock brasileiro, que colocou a banda entre as grandes da cena no país. Ao longo de sua carreira, o Nenhum de Nós foi emplacando sucessos como O Astronauta de Mármore (versão do grupo para o sucesso de David Bowie Starman), Eu Caminhava, Extraño, Sobre o Tempo, Ao Meu Redor, Jornais, Diga a Ela, entre outras canções. Em 2005 lançou Loopcínio, onde gravou versões pouco convencionais de obras do compositor gaúcho Lupicínio Rodrigues. As canções receberam melodias eletrônicas, com linguagem pop, moderna e ao mesmo tempo romântica, o álbum ganhou premiações do aplicativo de música Palco MP3, de mais acessado no gênero Alternativo. 
Em 2006 lançou seu primeiro livro intitulado Bruto, uma reunião de poemas, entre eles letras de algumas canções do Nenhum de Nós com as histórias e circunstâncias que as geraram. Seu segundo livro lançado em 2010 pela L&PM, intitulado "Livro de Astro-Ajuda", reúne contos e alguns textos publicados em seu blog, o qual recebe o mesmo nome. Além de contar, também, mais sobre o Nenhum de Nós. Histórias tais como a viagem à China, quando a banda foi chamada para se apresentar na Expo Xangai 2010, um dos eventos mais importantes do calendário cultural do mundo. Thedy é torcedor fanático do Internacional tendo inclusive um blog onde faz comentários quase que diários sobre o seu clube de coração.
Em 2019, a Editora Belas Letras lançou uma campanha de financiamento coletivo do livro Imersão, uma coletânea de contos escrita por Thedy Corrêa com ilustrações de Renato Guedes.

## Discografia
- Nenhum de Nós. “EP Doble Chapa”, 2018
- Nenhum de Nós. "Sempre é Hoje", 2015.
- Nenhum de Nós. "Contos de Água e Fogo", 2012.
- Nenhum de Nós. "Paz e amor acústico e ao vivo", 2009
- Nenhum de Nós. "A Céu Aberto", 2007
- Thedy Corrêa. "Loopcinio", Orbeat Music, 2005
- Nenhum de Nós. "Pequeno Universo", 2005
- Nenhum de Nós. "Acústico ao Vivo 2 ", 2003
- Nenhum de Nós. História Reais de Seres Imaginários, Epic/Sony Music, 2001
- Nenhum de Nós. ONDE VOCÊ ESTAVA EM 93?, Antídoto, 2000
- Nenhum de Nós. PAZ E AMOR Paradoxx Music, 1998
- Nenhum de Nós. MUNDO DIABLO Velas, 1996
- Nenhum de Nós. ACÚSTICO AO VIVO Polygram, 1994
- Nenhum de Nós. NENHUM DE NÓS NENHUM DE NÓS BMG Ariola, 1992
- Nenhum de Nós. EXTRAÑO BMG Ariola, 1990
- Nenhum de Nós. CARDUME BMG Ariola, 1989
- Nenhum de Nós. NENHUM DE NÓS Plug/RCA Victor, 1987

## Coletâneas
- FOCUS - O ESSENCIAL DE NENHUM DE NÓS BMG Brasil, 1999

## Prêmios e indicações

### Prêmio Açorianos
| Ano  | Categoria                     | Indicação                                                 | Resultado |
| ---- | ----------------------------- | --------------------------------------------------------- | --------- |
| 2005 | Intérprete de MPB             | Thedy Corrêa                                              | Indicado  |
| 2005 | Compositor de Pop             | Thedy Corrêa                                              | Indicado  |
| 2011 | Intérprete de Pop             | Thedy Corrêa                                              | Indicado  |
| 2022 | Intérprete de Música Regional | Pirisca Grecco, Luiz Marenco e Thedy Corrêa (por Cada Um) | Indicado  |